# Michael von Canaval
Michael Franz von Canaval (* 6. Juli 1798 in Brünn; † 12. April 1868 in Wien) war ein österreichischer Klassischer Philologe und Schriftsteller.
Michael von Canaval war der Sohn eines Gubernialkonzipisten, besuchte 1808 bis 1814 das Gymnasium in Brünn und studierte 1814 bis 1816 an der dortigen Universität.
Er war auch literarisch als Balladendichter tätig; er gehörte zu der von seinem Olmützer Lehrer Josef Leonard Knoll begründeten Olmützer Dichterschule und gewann 1817 bei den ersten Vaterländischen Festen auf dem Heiligenberg bei Olmütz den Dichterpreis.
1827 wurde er Lehrer der Weltgeschichte und der lateinischen Philologie an der philosophischen Lehranstalt in Przemyśl in Galizien. 1829 wurde er Professor für klassische Literatur und Ästhetik an der Universität Lemberg, seit 1832 lehrte er diese Fächer als Professor der klassischen Literatur und Ästhetik an der Universität Olmütz und Lehrer an der angegliederten philosophischen Lehranstalt, wo er auch Klassenlehrer von Gregor Mendel war. 1835 bis 1842 war er Dekan der Philosophischen Fakultät, 1839 Rektor der Universität Olmütz. Seit 1844 lehrte er Klassische Philologie sowie Literatur und Ästhetik an der Universität Prag und war 1847 Dekan ihrer Philosophischen Fakultät. 1848 wurde er geisteskrank und 1855 in eine Irrenanstalt nach Wien gebracht.
In seiner Prager Zeit schrieb er für die Zeitschrift Moravia.